# فنيانة
فِنْيَانَة (بالإسبانية: Fiñana) هي بلدية تقع في مقاطعة المرية من جنوب شرق إسبانيا. يبلغ عدد سكانها 2.442 نسمة.

## وصلات خارجية
- (بالإسبانية) بلدية فنيانة نسخة محفوظة 14 ديسمبر 2005 على موقع واي باك مشين..